# Bob Casey, Jr.
Robert Patrick Bob Casey Jr. (nascido em 13 de abril de 1960) é um advogado e político norte-americano e membro do Partido Democrata.
É senador pelo estado da Pensilvânia desde 2007. É o primeiro democrata eleito ao senado da Pensilvânia desde 1962.
Nascido em uma família de políticos, foi auditor e tesoureiro da Pensilvânia, e seu pai é o ex-governador Robert P. Casey.

## Biografia
Robert Patrick "Bob" Casey, Jr. nasceu em Scranton na Pensilvânia, é filho do ex-governdor Robert P. Casey e de Ellen Harding Casey.

## Educação e Carreira
Casey graduou-se em direito no ano de 1982, na College of the Holy Cross. Exerceu direito na sua cidade natal, entre 1991 a 1996.

## Carreira política

### Auditor da Pensilvânia (1997-2005)
Casey foi eleito auditor em 1996, assumindo o cargo em 21 de janeiro de 1997, mantendo uma imagem conservadora, foi reeleito em 2000, deixou o cargo em 18 de janeiro de 2005.

### Tesoureiro da Pensilvânia (2005-2007)
Com prazo limite de 2005, para Casey deixar o cargo de auditor, foi eleito tesoureiro em 2004, assumiu o cargo em 18 de janeiro de 2005, teria um mandato até 2 de janeiro de 2009, mas renunciou ao cargo em 3 de janeiro de 2007, para assumir o cargo de senador da Pensilvânia.

### Senador da Pensilvânia (2007-presente)
Em 2006, derrotou o tirular do cargo Rick Santorum, assumiu como senador em 3 de janeiro de 2007.
Casey era contra o aborto quando foi eleito, mas mais tarde abandonou essa posição, e é a favor da união civil LGBT.
Nas eleições para o Senado dos Estados Unidos em 2024 foi derrotado pelo republicano David McCormick.